# 藥物過敏
药物过敏是指人們对某些药物會出現过敏，即身體產生藥物的抗體，這些抗體對藥物產生排斥反應。藥物過敏是药物不良反应的類型之一。
人們在第一次接触某种物质时並不會發生过敏反应，但在接触有些物質時身体會产生抗原的抗体和记忆淋巴细胞。药物通常含有许多不同的物质，藥物中的某物质可能引起身體產生抗體。这就可能会在给药时引起过敏反应。